# Arnold Palmer
Arnold Daniel Palmer (Latrobe, 10 settembre 1929 – Pittsburgh, 25 settembre 2016) è stato un golfista statunitense considerato uno dei più grandi giocatori della storia del golf professionistico.

## Biografia
Arnold Daniel Palmer è nato il 10 settembre 1929 da Doris (nata Morrison) e Milfred Jerome "Deacon" Palmer a Latrobe, Pennsylvania, una città operaia di acciaierie. Ha imparato a giocare a golf da suo padre, che aveva sofferto di poliomielite in giovane età ed era capo professionista e greenskeeper al Latrobe Country Club, cosa che ha permesso al giovane Palmer di accompagnare suo padre mentre manteneva il campo.
Palmer ha frequentato il Wake Forest College con una borsa di studio per il golf. Se ne andò alla morte del caro amico Bud Worsham e si arruolò nella Guardia costiera degli Stati Uniti, dove prestò servizio per tre anni, dal 1951 al 1954.
Palmer vinse l'U.S. Amateur nel 1954 a Detroit e prese la decisione di diventare professionista nel novembre di quell'anno.[8] "Quella vittoria è stata la svolta decisiva nella mia vita", ha detto. "Mi ha dato la fiducia di poter competere ai massimi livelli del gioco."
A partire dal 1955 ha vinto moltissimi tornei e competizioni, sia nel PGA Tour che nel Champions Tour. Soprannominato Il re, è stato uno dei personaggi più popolari del mondo del golf, nonché uno dei suoi principali innovatori, dal momento che è stato la prima stella dell'epoca televisiva di questo sport, iniziata negli anni cinquanta. Con Jack Nicklaus e Gary Player ha fatto parte del terzetto di grandi giocatori a cui si attribuisce il merito di aver reso popolare il golf nel mondo. Nel 1974 Palmer è stato introdotto nella World Golf Hall of Fame.

## Memoria
Secondo Adam Schupak di Golf Week, "Nessuno ha fatto di più per rendere popolare questo sport di Palmer". "La sua presenza affascinante ha portato da solo il golf fuori dai country club e nel mainstream. Molto semplicemente, ha reso il golf cool."
Oltre all'impressionante elenco di premi di Palmer, gli è stato conferito l'onore di dare il via al Masters Tournament a partire dal 2007. Dal 2007 al 2009, Palmer è stato l'unico titolare onorario. Nel 2010, l'amico e concorrente di lunga data Jack Nicklaus è stato nominato da Augusta National per unirsi a Palmer. Nel 2012, i Tre Grandi del golf si sono riuniti quando il golfista sudafricano Gary Player si è unito ai tee shot cerimoniali come titolare onorario per la 76esima partita del Masters Tournament.

## Vita privata
Palmer è stato sposato con l'ex Winnie Walzer per 45 anni; la coppia aveva due figlie. Winnie morì all'età di 65 anni il 20 novembre 1999, per complicazioni dovute al cancro alle ovaie.
Palmer ha sposato la sua seconda moglie, Kathleen Gawthrop, nel 2005 alle Hawaii.
Durante i mesi primaverili ed estivi, Palmer risiedeva a Latrobe e trascorreva gli inverni a Orlando e La Quinta, in California.[48] Visitò Orlando per la prima volta nel 1948 durante una partita del college. Quando si stabilì a Orlando, Palmer aiutò la città a diventare una destinazione ricreativa, "trasformando l'intero stato della Florida in un paradiso del golf". contributi a nuovi ospedali.
Palmer era membro della Massoneria dal 1958. Palmer ha creato la Arnie's Army Charitable Foundation per aiutare i bambini e i giovani. La Fondazione ha visto la creazione del Winnie Palmer Hospital for Women & Babies Center, dell'Howard Philips Center for Children & Families, dell'Arnold Palmer Hospital for Children e della Winnie Palmer Nature Reserve

### Pilota
La precoce "paura di volare" di Palmer lo portò a conseguire il certificato di pilota. Dopo quasi 55 anni, ha accumulato quasi 20.000 ore di volo su vari aerei.
In occasione del 70º compleanno di Palmer nel 1999, l'aeroporto della contea di Westmoreland a Latrobe è stato ribattezzato Aeroporto regionale Arnold Palmer in suo onore. Secondo il loro sito web: "[L'aeroporto] iniziò come Longview Flying Field nel 1924.

## Sponsorizzazioni
Arnold Palmer ha prestato il suo nome ad una popolare bibita, composta per la metà di tè al limone e per il resto di limonata.